# Вівсянка-інка вусата
Вівсянка-інка вусата (Incaspiza laeta) — вид горобцеподібних птахів родини саякових (Thraupidae). Ендемік Перу.

## Опис
Довжина птаха становить 14,5 см, вага 19,5-23,5 г. Голова, плечі, груди і надхвістя сірі, спина коричнева. На обличчі і лобі чорна "маска", під дзьобом кремові "вуса". Живіт кремовий, крила і хвіст чорнуваті, края маових пер охристі, крайні стернові пера білі. Дзьоб і лапи оранжево-жовті.

## Поширення і екологія
Вусаті вівсянки-інки мешкають в басейні річки Мараньйон на північному заході Перу, від південної Кахамарки і Амазонасу до Анкаша і східного Ла-Лібертаду. Вони живуть в сухих тропічних лісах та в сухих високогірних чагарникових і кактусових заростях. Зустрічаються на висоті від 1100 до 2750 м над рівнем моря.